# Porte de la Chapelle (stanice metra v Paříži)
Porte de la Chapelle je stanice pařížského metra na severním konci linky 12. Leží v 18. obvodu v Paříži pod Rue de la Chapelle.

## Historie a vývoj
Stanice byla otevřena 23. srpna 1916 při prodloužení linky severním směrem ze stanice Jules Joffrin. Tehdy se jednalo o linku A, kterou provozovala Compagnie Nord-Sud.
V roce 2012 byla linka prodloužena do stanice Front Populaire, čímž stanice po 96 letech přestala být konečnou. V témže roce zde byla zprovozněna tramvajová linka T3b.

## Název
Stanice byla pojmenována po jedné z pařížských bran – Porte de la Chapelle-Saint-Denis, kterou vedla silnice do Calais přes město Saint-Denis. Při staré silnici stála vesnice La Chapelle, připojená k Paříži v roce 1860.